# Bahnhof Amberg
Der Bahnhof Amberg ist der einzige verbliebene Personenbahnhof in der Stadt Amberg. Er liegt am Kaiser-Ludwig-Ring 7 und wird nur noch im Schienenpersonennahverkehr bedient. Mit ungefähr 2100 täglichen Ein- und Aussteigern gehört er zu den meistfrequentierten Bahnhöfen in der Oberpfalz.

## Geschichte

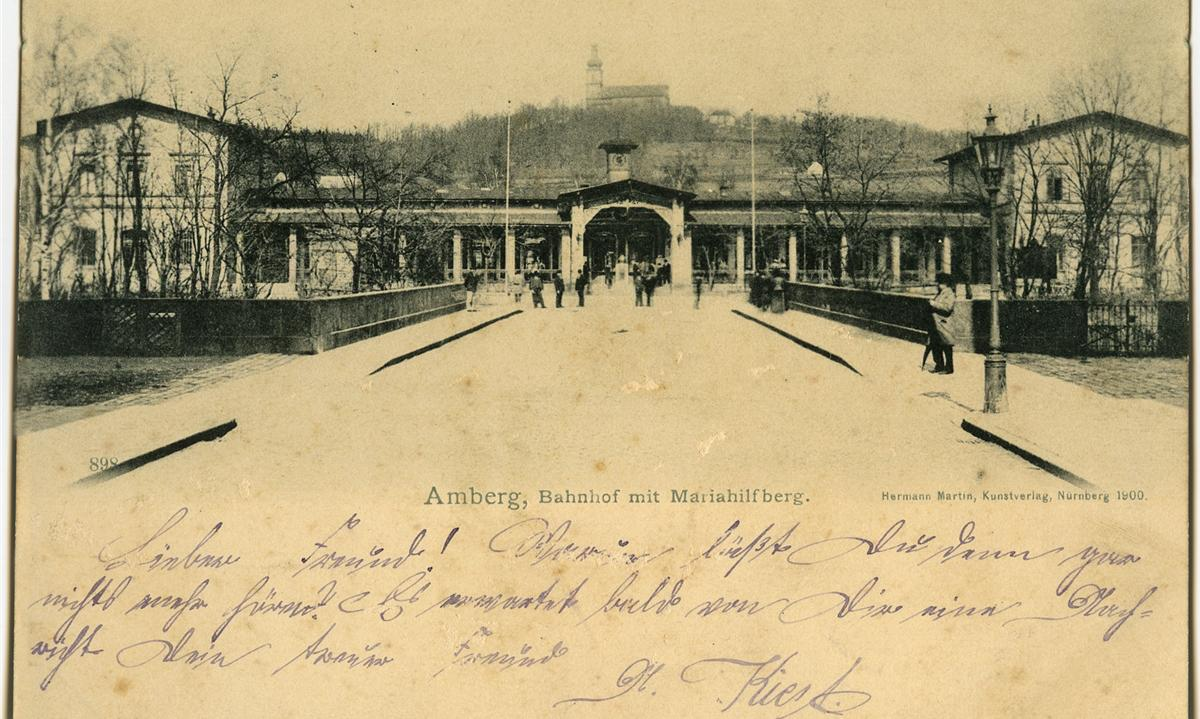
Empfangsgebäude im Jahr 1900

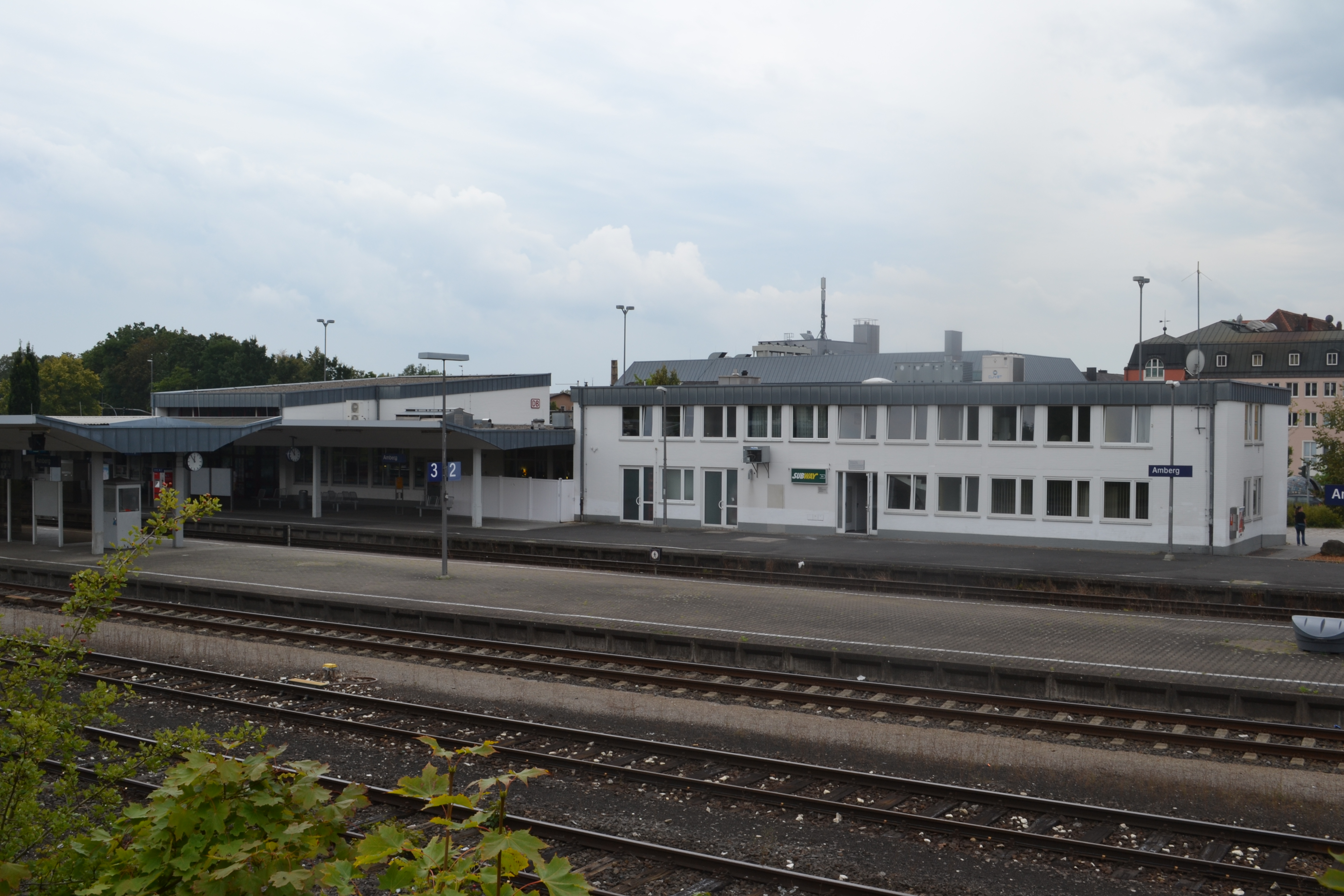
Gleisseite

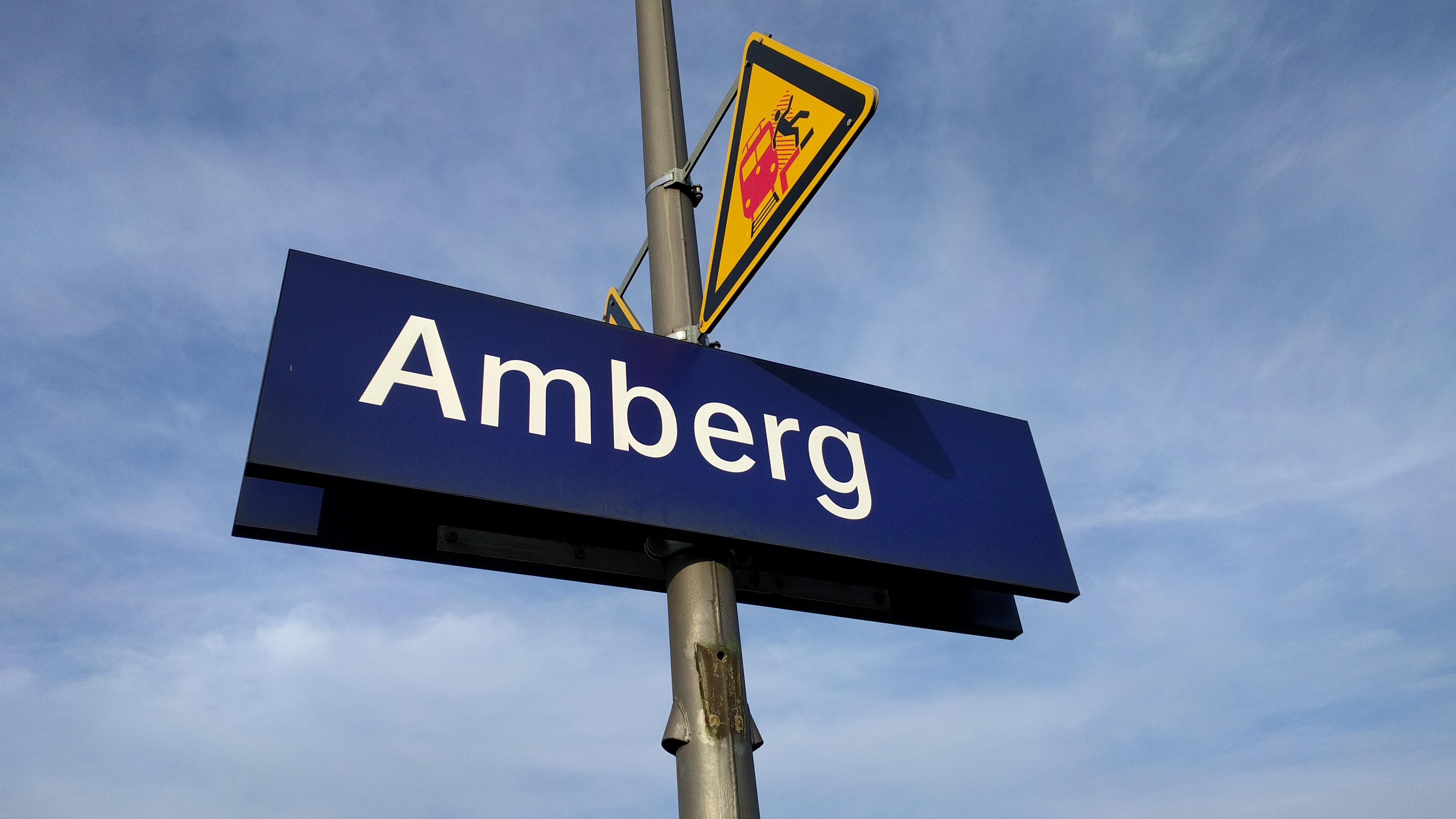
Bahnhofsschild

Der Bahnhof wurde am 12. Dezember 1859 von der AG der Bayerischen Ostbahnen eröffnet.
1898 wurde die erste Nebenstrecke nach Schnaittenbach eröffnet. 1903 wurde in die andere Richtung die Strecke nach Lauterhofen eröffnet, 1910 schließlich wurde die Strecke nach Schmidmühlen eröffnet, die in Drahthammer von der Strecke nach Lauterhofen abzweigte.
Der Personenverkehr auf den Nebenstrecken wurde nach und nach eingestellt. 1962 nach Lauterhofen, 1966 nach Schmidmühlen, und 1976 nach Schnaittenbach, wo seit 1960 nur noch ein Zugpaar verkehrte.
Auch im Güterkehr gab es Einstellungen: 1972 nach Lauterhofen und auf der Strecke nach Schmidmühlen der Restverkehr nach Vilshofen 1988. Beide Strecken wurden stillgelegt und in der Folge abgebaut.

## Bedienung
Der Bahnhof wird durch drei Regionalexpress-Linien bedient, die alle von DB Regio Bayern mit Dieseltreibzügen der Baureihe 612 betrieben werden. Es bestehen so Verbindungen nach Nürnberg, Regensburg und Furth im Wald.
| Linie                    | Verlauf                                                                                              | Frequenz        | Betreiber       |
| ------------------------ | --- | --------------- | --------------- |
| RE40                     | Nürnberg Hbf – Hersbruck (r Pegnitz) – Neukirchen (b Sulzb) – Amberg – Schwandorf – Regensburg Hbf   | 60-Minuten-Takt | DB Regio Bayern |
| RE43                     | Nürnberg Hbf – Hersbruck (l Pegnitz) – Neukirchen (b Sulzb) – Amberg (– Schwandorf – Regensburg Hbf) | einzelne Züge   | DB Regio Bayern |
| RE47                     | Nürnberg Hbf – Hersbruck (r Pegnitz) – Neukirchen (b Sulzb) – Amberg – Schwandorf – Furth im Wald    | einzelne Züge   | DB Regio Bayern |
| Stand: 15. Dezember 2024 | |                 |                 |